# 同僚殺害硫酸樽遺体損壊事件
同僚殺害硫酸樽遺体損壊事件（どうりょうさつがいりゅうさんたるいたいそんかいじけん）とは、日本皮革（現：ニッピ）工場構内で昭和31年に発生した殺人及び遺体損壊事件である。

## 事件の概要
1956年3月1日、東京都足立区千住緑町にある日本皮革の工場事務所で同社の技師A（当時28歳）が「殺人をした」との遺書を残し自殺を図った。それによると2月28日に同僚の技師B（当時35歳）と工場事務所で飲酒していたところ、口論になり興奮しBを金槌で撲殺してしまい、遺体を同社試験工場にある原皮処理用の硫酸樽に入れ「証拠隠滅」を図ったという。犯人は事件後2日間通常通り出社したものの、良心の呵責から遺書を残して自殺することを決意したのだった。
通報を受けた警視庁千住警察署と鑑識課が調べたところ、被害者Bの遺体の「一部」を硫酸樽から発見した。Aの供述によれば高さ1.2メートル直径70センチの楢材製の原皮樽に溶解困難と判断した靴と眼鏡を外したBの遺体を投げ込み、重クロム酸ソーダ80kg、水6kg、濃度96パーセントの濃硫酸90kgを投入した。なぜ溶解の邪魔になるクロムを入れたかの理由についてAは濃硫酸の濃度が高いと遺体よりも早く樽が腐食するので硫酸の濃度を50パーセント以下にするためだという。
警察がコバルト色に染まった樽内の液体を抜いたところ、軟組織が溶解したコバルト色した被害者の頭蓋骨や背骨が残っていた。手足の骨などは消失しており全身の2割しか骨格はなかったが、頭蓋骨は小さくなっていたものの、Aの供述通り殴打の跡があった。
犯人のAには1959年8月、東京地方裁判所で懲役6年の判決が下った。